# Барацький потік
Барацький потік (словац. Baracký potok) — річка; ліва притока Сольного потоку, протікає в окрузі Пряшів.
Довжина приблизно 5,5—6,0 км. Витік знаходиться в масиві Ториські пагорби — на висоті приблизно 485—490 метрів.
Протікає територією сіл Руська Нова Вес; Теріаковце і міста Пряшів. Впадає в Сольний потік на висоті приблизно 260—265 метрів.